# Styloctenium wallacei
Espèce
Statut de conservation UICN

 NT  : Quasi menacé
Styloctenium wallacei est une espèce de mammifères chiroptères (chauves-souris) de la famille des Pteropodidae. Elle est endémique de l'île de Sulawesi en Indonésie.